# Wheels on Meals
Wheels on Meals (快餐車) is een Hongkongse actiefilm uit 1984, geregisseerd door Sammo Hung met Jackie Chan en Yuen Biao in de hoofdrollen. Deze film is ook uitgebracht met de naam: Spartan X, Weapon X, Spanish Connection of Million Dollar Heiress.
De film is opgenomen in Barcelona, Spanje.

## Verhaal
De film draait om de neven Thomas en David. Ze runnen samen een rijdende fastfoodwinkel in Barcelona. Thomas levert de bestellingen af op een skateboard. Op een dag wordt hij aangevallen door een motorbende, maar kan hen afslaan.
De neven bezoeken Davids vader, die in een inrichting zit. Onderweg ontmoeten ze Sylvia, de dochter van de vriendin van David's vader. Thomas moedigt David aan haar mee uit te vragen, maar hij is te nerveus en verlegen. Later die avond komt Thomas Sylvia weer tegen. Ze blijkt een zakkenroller te zijn die zich voor doet als prostituee om slachtoffers naar zich toe te lokken. Ze berooft een man in zijn slaapkamer en vlucht dan naar de winkel van Thomas en David. Daar speelt ze handig in op Davids' gevoelens voor haar zodat hij haar helpt onder te duiken voor de politie.
De volgende ochtend blijkt Sylvia weer te zijn vertrokken, met het geld van de neven. In hun zoektocht naar haar komen ze de stuntelige privédetective Moby tegen, die ook naar Sylvia op zoek is. Hij vertelt de neven meer over Sylvia's verleden en achtergrond; ze is de erfgename van een groot fortuin, maar wordt opgejaagd door een criminele bende die dit fortuin wil bemachtigen. De drie spannen samen om Sylvia te vinden voordat deze bende haar vindt. Dit leidt uiteindelijk tot een confrontatie met de bende in hun schuilplaats.

## Rolverdeling
| Acteur         | Personage                 |
| -------------- | ------------------------- |
| Jackie Chan    | Thomas                    |
| Sammo Hung     | Moby                      |
| Yuen Biao      | David                     |
| Lola Forner    | Sylvia                    |
| Benny Urquidez | naamloze crimineel        |
| Keith Vitali   | naamloze crimineel        |
| Herb Edelman   | Matt                      |
| Pepe Sancho    | Villain                   |
| Susana Sentís  | Gloria                    |
| Paul Chang     | David's vader             |
| Richard Ng     | Patiënt van de inrichting |
| John Shum      | Patiënt van de inrichting |
| Wu Ma          | Patiënt van de inrichting |

## Achtergrond
De filmtitel had eigenlijk Meals on Wheels moeten zijn, maar Golden Harvest stond erop dat de titel zou worden veranderd daar het anders hun derde film op rij zou zijn waarvan de titel met een "M" begon. De vorige twee waren Megaforce en Menage A Trois. Deze films waren beide geflopt.
Wheels on Meals was de eerste film waarin Jackie Chan samen te zien was met Benny Urquidez. Ze speelden later ook samen in Dragons Forever. Hun gevecht in deze film wordt gezien als een van de grootste gevechten ooit in een martialartsfilm.
De reden dat de film werd opgenomen buiten Hongkong was omdat in 1984 het voor filmmakers bijna onmogelijk was geworden om nog in Hongkong te filmen. Veel van de sterren in de films waren in Hongkong inmiddels zo beroemd dat ze daar niet meer over straat konden zonder hordes fans aan te trekken. Bovendien waren vergunningen voor het filmen op locaties in de stad lastig te verkrijgen.

## Prijzen en nominaties
In 1985 werd Wheels on Meals genomineerd voor een Hong Kong Film Award in de categorie "beste actiechoreografie".